# ヒナゲシ
ヒナゲシ（雛芥子、雛罌粟、学名: Papaver rhoeas）は、ヨーロッパ原産のケシ科の一年草。「虞美人草（）」「コクリコ（フランス語: Coquelicot）」「シャーレイポピー（英語: Shirley poppy）」とも呼ばれる。他のケシ科の植物も含めて単にポピーということもある。フランスやポーランドなどの国花として有名である。

## 特徴
ヨーロッパ中部の原産。畑の雑草、グビジンソウ（虞美人草）ともいう。
耐寒性の一年草で、全体に粗毛が密生し、茎は直立し、草丈50センチメートル (cm) - 1メートル (m) 位になる。葉は互生し、羽状に深い切れ込みがあり、裂片は線状披針形、葉縁は粗歯牙状になる。初夏に花茎を出し、上の方でよく分枝し、茎の先に直径5 - 10 cmの赤・白・ピンクなどの4弁花を開く。現在タネとして売られているものには、八重咲きの品種が多い。ケシやオニゲシに比べるとずっと華奢で、薄い紙で作った造花のようにも見える。
ケシとは、毛がないところと、葉に深い切れ込みがない点で相違があり、区別することができる。

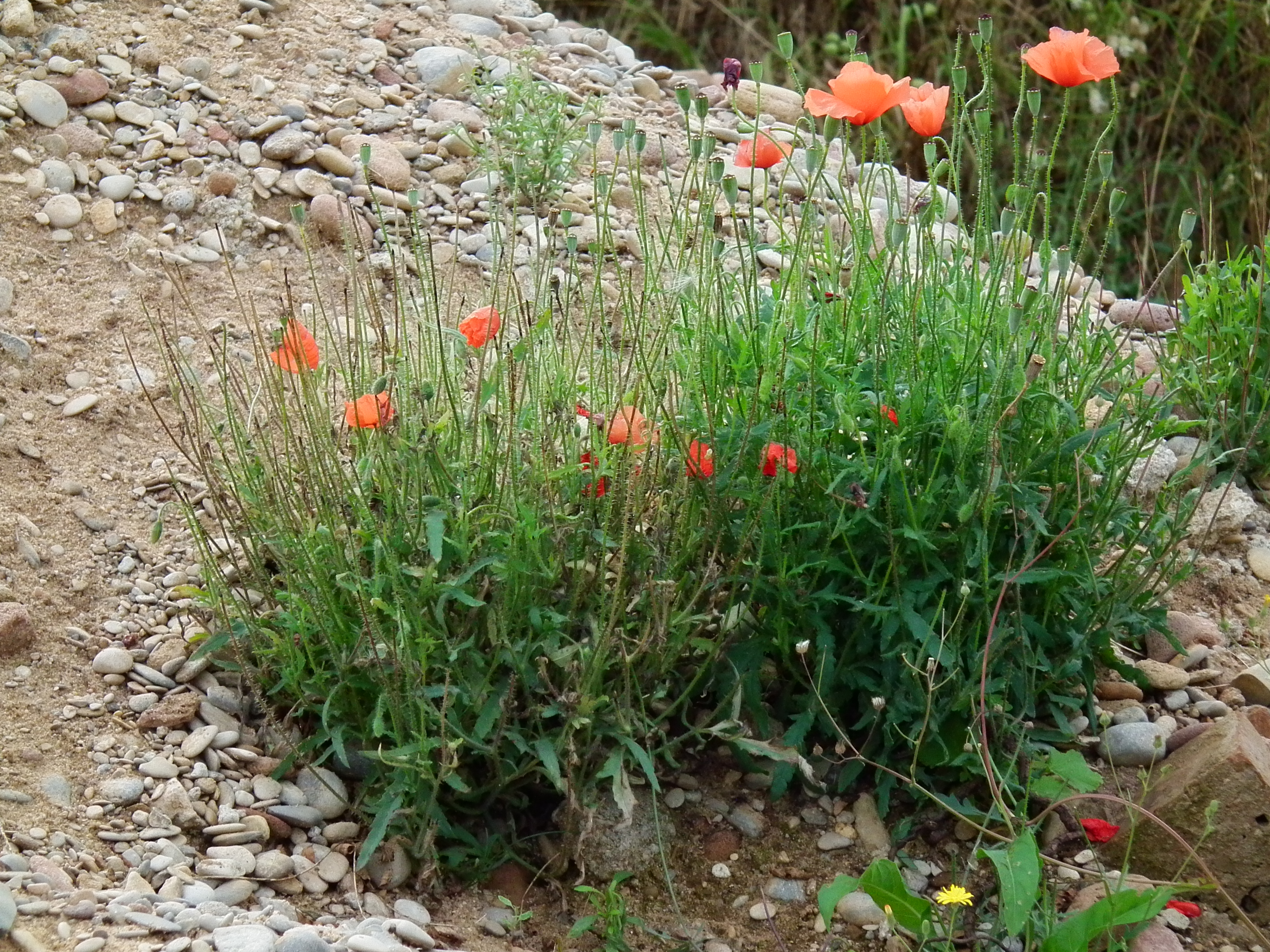
ヒナゲシの株
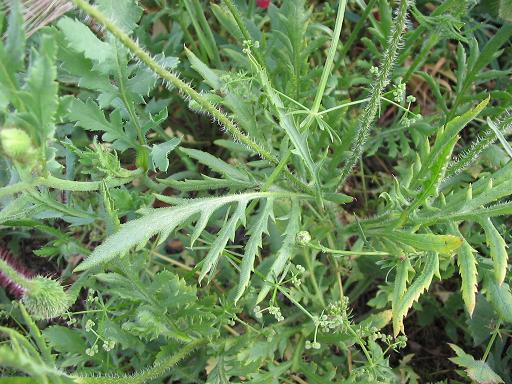
葉
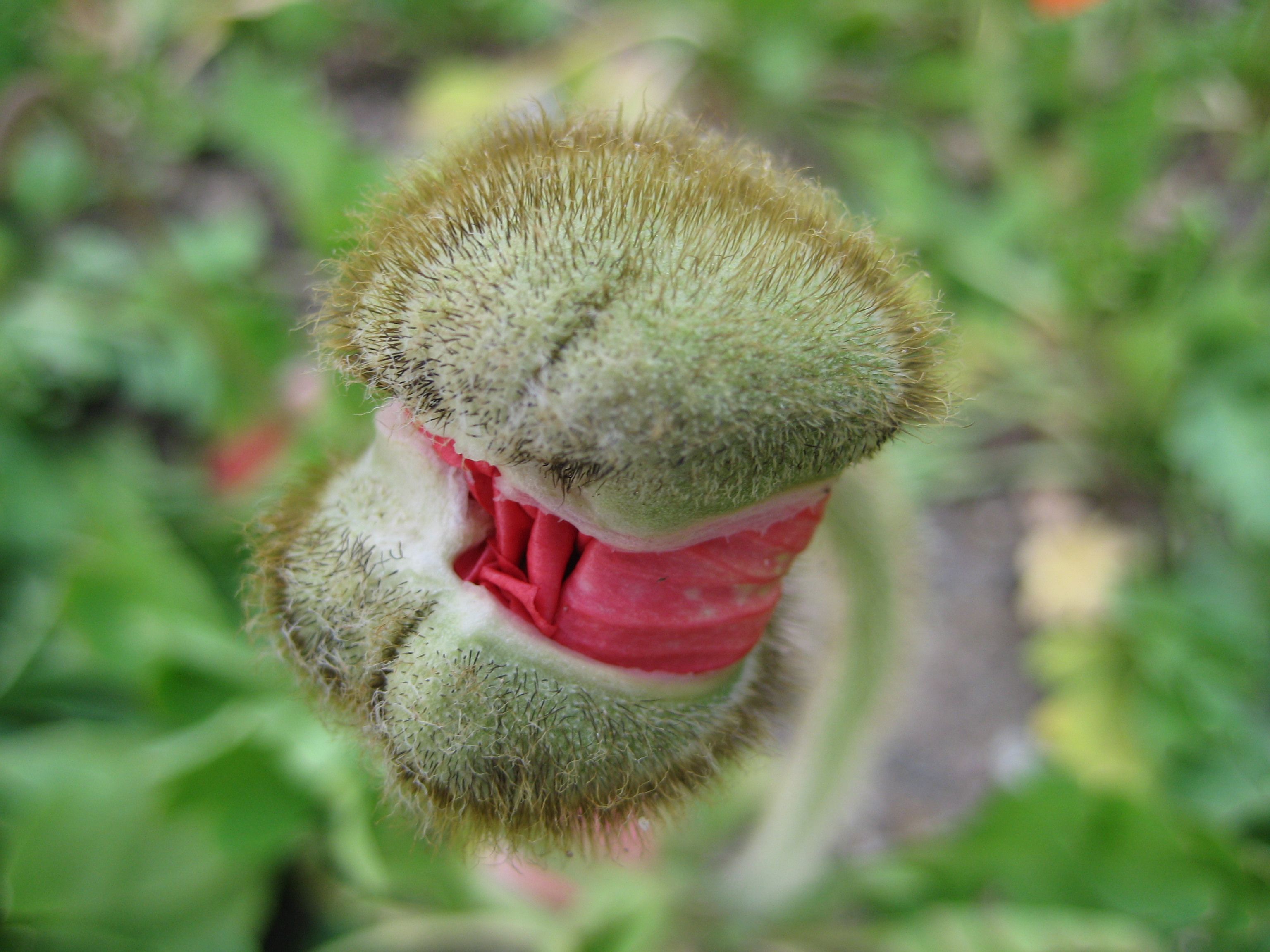
つぼみ
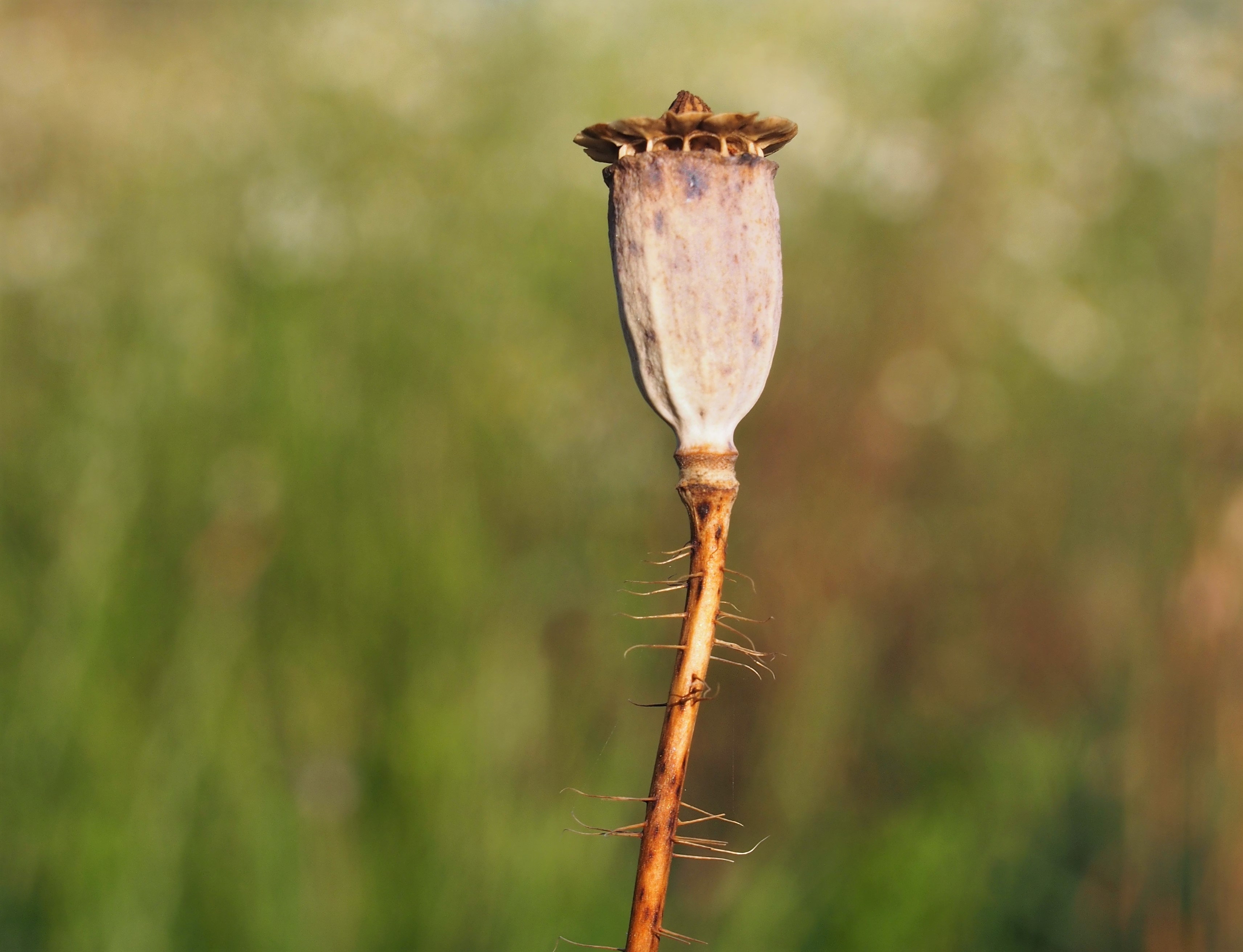
果実

## 栽培
ヒナゲシは、観賞用のオニゲシとともに栽培してよい種である。
土質は選ばないが、排水がよい土地を選ぶ。移植を嫌うので、9月下旬から10月中旬頃に、花壇に直まきする。覆土はタネが見え隠れする程度でよい。かなり細かいタネなので、砂を混ぜて散布し、発芽してきたら間引いて、株間が30 cmくらいになるようにする。

## 利用

### 民間療法
生薬名はないが、咲いた花は花柄とともに採取して乾燥したものが生薬になり、咳止めに利用される。ケシにあるような麻薬成分は含まれていない。民間では、乾燥花を1日量2 - 4グラムを、水300 ccで半量になるまで煎じた汁に砂糖を少量加えて、2 - 3回に分けて分服する用法が知られている。

### 有効性
俗に「咳によい」「睡眠障害によい」「痛みを緩和する」などと言われているが、信頼できる研究方法で調べた情報は見当たらない。

### 安全性
乾燥させた花の摂取は安全性が示唆されているが、焼いた花の多量摂取は危険性が示唆され、頻脈、徐脈、吐き気、嘔吐、胃痛、不安、痺れ、呼吸困難、乳酸アシドーシス、瞳孔収縮、強直間代性発作、意識喪失を生じることがある。
小児が花や生の葉を摂取することについては危険性が示唆され、また、妊娠中や授乳中の安全性については情報が不足しているため、摂取を避けることが求められる。

## グビジンソウの名について
グビジンソウ（虞美人草）名は、中国の伝説に由来している。
秦末の武将・項羽には虞と言う愛人がいた。項羽が劉邦に敗れて垓下に追い詰められた時に、死を覚悟した項羽が詠った垓下の歌に合わせて舞った。
この舞の後に彼女は自害した。彼女を葬った墓に翌夏赤くこの花が咲いたという伝説から、こう呼ばれる。

## その他
- フランスの国旗の赤を表す花。

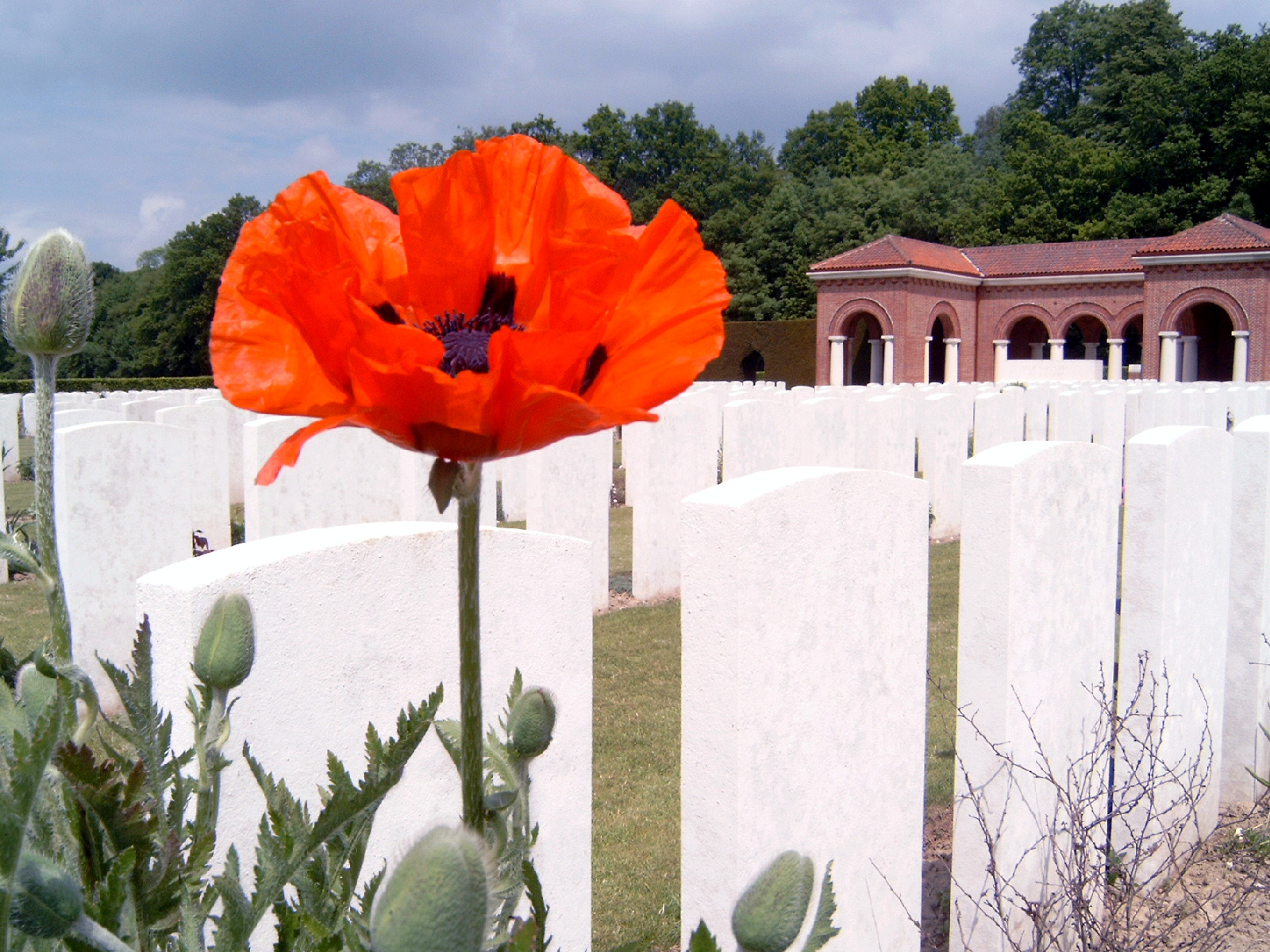
フランスのハイ・ウッド・セメトリー
イギリスでは赤いポピーが第一次世界大戦における犠牲の象徴とされている

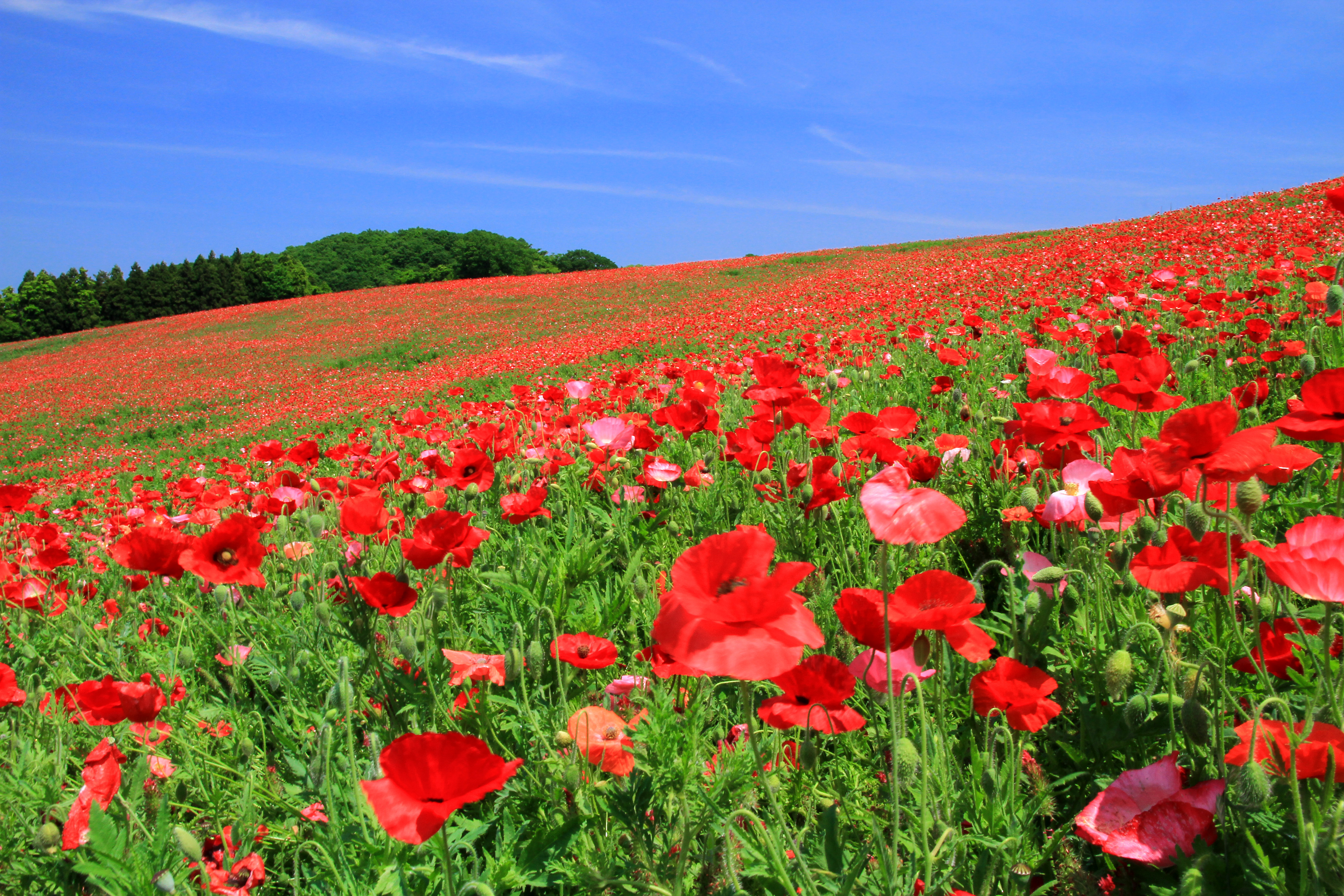
秩父高原牧場のポピー

- リメンブランス・デー：11月11日。1918年の11月11日に第一次世界大戦が講和したことからヨーロッパでは追悼記念式典が行われる。ヒナゲシは主にイギリス連邦の国々で戦没者の象徴とされている。カナダの詩人で従軍したジョン・マクレーの詩「フランダースの野に」にちなむ。
- 作家などもヒナゲシをテーマに詩を詠んでいる。